# Дивовижна бочка
«Дивовижна бочка» (рос. Удивительная бочка) — радянський мальований мультиплікаційний фільм, знятий режисером Юрієм Бутиріним у 1983 році на студії ТО «Екран» за сценарієм Сергія Козлова, заснованому на його ж однойменній казці про те, як Їжачок та Ведмедик зустрічали весну.

## Сюжет
«Весна!» — сказав Ведмедик, сидячи на пеньку, — «Бач ти! Все росте! І дерева, і листя, і квіти геть… А бочка з медом не може вирости, чи з варенням, чи з малиною з молоком…» І тут він побачив жолудь, посадив його в землю і полив водою. Ліг поряд і заснув.
Розбудила його бджола. Розплющивши очі, Ведмедик побачив незнайому рослину, а на верхівці — бочка. «Виросла! Прекрасна бочка! — зрадів він. Обійняв бочку лапами й відірвав від стебла, заглянув усередину — а там пусто... «Меду немає, і варення, і малини з молоком… Ех, рано я зірвав! Не дозріла ще! Треба її у валянок покласти — дозріє. — Розсудивши так, Ведмедик побіг за валянком.
А тим часом на галявину прискакав Їжачок верхи на прутику і побачив бочку: «Мабуть, з цієї бочки може вийти… конячка!» І намалював на бочці голову та ніжки. Бочка ожила і заскакала по галявині. «Стій! Я хочу на тобі покататися! — закричав Їжачок. — «Треба її прив'язати!».
Повернулося Ведмедик з валянком, дуже здивувалося і стало ловити бочку, а вона не дається.
Тут він побачив Їжачка і спитав його: «Це ти намалював моїй бочці ноги?» Їжачок: «Що ти, я й малювати не вмію.» Ведмедик: «Це й видно. Перетворив мою бочку невідомо на що. Їжачок: «Це конячка. Дивись, яка вона гарна! Ведмедик: «Я все життя мріяв, щоб у мене була бочка з медом.» Їжачок: "А я, щоб у мене був конячка з гривою." Ведмедик: «І як тепер цю бочку з гривою спіймати?»
Він почав бігати та ловити бочку, яка брикалася і тікала від нього, і нарешті спіймав.
Їжачок: «Ну добре, нехай вона буде бочкою з медом. Тільки мед з'їж і нічого не залишиться. А кінь… — це кінь!» І Ведмедик погодився: «Добре. Нехай бочка буде конем.»
І тут вони побачили, що бочка перетворилася на чудового білого коня з гривою з весняного листя. Їжачок: «Дивись, яка вона стала!» Ведмедик: «Це тому, що весна! Тому вона і з'явилася. Їжачок: «А ще тому, що ми дуже хотіли!» Конячка дозволила їм сісти їй на спину і поскакала по лузі, а навколо розпускалися весняні квіти.

## Творці
- Автор сценарію — Сергій Козлов
- Режисер — Юрій Бутирін
- Художник-постановник — Олександр Єлізаров
- Оператор — Ернст Гаман
- Композитор — Віктор Купревич
- Звукооператор — Віталій Азаровський
- Ролі озвучували — Клара Рум'янова, Георгій Бурков
- Монтажер — Любов Георгієва
- Редактор — Є. Ходіна
- Директор — Л. Варенцова

## Мінісеріал
За словами Юрія Бутиріна, йому хотілося знімати дитячі мультфільми. Йому підходили на тему короткі дитячі казки Сергія Козлова з їхніми наскрізними персонажами. Бутирін планував зняти безліч епізодів, але після перших трьох («Трям! Здраствуйте!», «Зимова казка» та «Осінні кораблі») вдалося зняти лише останню стрічку «Дивовижна бочка», після чого Козлов, з якоїсь причини, охолов до ідеї Бутиріна. У результаті вийшов мінісеріал, в якому кожна серія відповідала якійсь порі року.